# أنابينة لولبانية
أنابينة لولبانية (الاسم العلمي: Anabaena spiroides) هي نوع من البكتيريا تتبع جنس الأنابينة من الفصيلة النوستكية.